# Reichssiedlungsgesetz
Das Reichssiedlungsgesetz (RSiedlG) vom 11. August 1919 (zuletzt geändert durch Gesetz vom 3. August 2009, BGBl. I S. 2355, 2386) sieht zur Erleichterung der landwirtschaftlichen Landbeschaffung und Ansiedlung die Bildung gemeinnütziger Siedlungsunternehmen vor, die mittels gesetzlicher Vorkaufsrechte, hilfsweise auch durch Enteignung, Land zu Siedlungszwecken erwerben und weitergeben. Sie haben in aller Regel ein gesetzliches Wiederkaufsrecht, wenn das Grundstück nicht zweckentsprechend verwendet wurde. Diese Siedlungsunternehmen werden als GmbH betrieben. Ein Beispiel ist die BBV LandSiedlung GmbH.
Die neun Siedlungsgesellschaften in Deutschland sind zusammengeschlossen im Bundesverband der gemeinnützigen Landgesellschaften, BLG.

## Vorgeschichte
Das Reichssiedlungsgesetz setzte die seit dem 19. Jahrhundert als Folge der Bauernbefreiung beginnenden Bemühungen um einen Ausbau der Landwirtschaft durch Rentenbanken, Generalkommissionen und die Preußische Ansiedlungskommission fort. Ein wesentliches Mittel in diesem Zusammenhang waren seit etwa 1900 die in zahlreichen deutschen Territorien gegründeten Siedlungs- oder Landgesellschaften. Das Reichssiedlungsgesetz regelte und vereinheitlichte deren Tätigkeit und schrieb die flächendeckende Gründung von Landgesellschaften vor. Impulse für das Reichssiedlungsgesetz kamen wesentlich aus der 1912 gegründeten Gesellschaft zur Förderung der inneren Kolonisation, der die Direktoren der Landgesellschaften und Wissenschaftler mit ähnlichem Themengebieten angehörten.
Den konkreten Anstoß gab aber der Nationalökonom Franz Oppenheimer kurz vor der Novemberrevolution 1918 gegenüber führenden Sozialdemokraten. Sein Vorschlag zielte auf die Umwandlung von landwirtschaftlichen Gütern in Genossenschaften. Ziel war es, den erwarteten Zusammenbruch der Industrie nach Kriegsende durch eine Ableitung des Bevölkerungs- und Arbeitskräftedrucks aus den Städten in den ländlichen Raum und in landwirtschaftliche Tätigkeiten abzufedern und eine höhere Unabhängigkeit bei der Nahrungsmittelproduktion zu erreichen. In den folgenden Expertenberatungen unter Führung des Reichsarbeitsamts setzte sich aber der Agrarökonom Max Sering, Mitgründer der Gesellschaft zur Förderung der inneren Kolonisation, durch, der Regelungen näher an der Tradition der preußischen Ansiedlungsförderung mit Blick auf private, meist familiengeführte Bauernhöfe bevorzugte. Sering arbeitete schließlich den Entwurf für das Gesetz maßgeblich aus.